# Fuerzas Armadas Rebeldes
Le Fuerzas Armadas Rebeldes (it.: Forze armate ribelli), abbr. FAR, furono una formazione di guerriglieri guatemaltechi che operarono dal 1961 fino all'accordo di pacificazione del 1996

## Storia
Verso la fine del 1960 il governo guatemalteco diede inizio a una campagna antinsurrezionale, appoggiata dagli Stati Uniti d'America, che portò all'uccisione da 2800 a 8000 membri o sostenitori della FAR nel Guatemala orientale. I sopravvissuti a questa campagna, che fu devastante per le FAR, si raggrupparono a Città del Messico negli anni settanta e fondarono l'Esercito guerrigliero dei Poveri (Ejército Guerrillerode los Pobres, EGP) che ebbe successo nel mobilitare un forte appoggio popolare nei successivi anni.
FAR è nota soprattutto per aver assassinato l'ambasciatore degli Stati Uniti, John Gordon Mein, nel 1968. Nello stesso anno furono assassinati due consiglieri militari statunitensi, il colonnello John Webber e Ernest Munro (anche se questi ultimi due potrebbero essere stati uccisi su ordine del capo del Partito Guatemalteco del Lavoro, Leonardo Castillo Johnson).
Nel 1970, il gruppo rapì il Ministro degli Esteri guatemalteco Alberto Fuentes Mohr, che liberò poi in cambio del rilascio di un capo degli studenti. Nello stesso anno l'ambasciatore della Repubblica Federale di Germania in Guatemala, Karl von Spreti, fu rapito e ucciso dalle FAR.
Ulteriori azioni di quell'anno furono il rapimento dell'attaché dell'ambasciata americana Sean Holly, che fu liberato in cambio del rilascio di alcuni carcerati appartenenti alle FAR.